# Bund Freikirchlicher Pfingstgemeinden
Der Bund Freikirchlicher Pfingstgemeinden (Abkürzung: BFP) ist ein Zusammenschluss deutscher evangelisch-pfingstlicher Freikirchen, in Selbstbezeichnung meist als Freie Christengemeinden auftretend und als solcher Teil der weltweiten Pfingstbewegung. Er hat die Rechte einer Religionsgemeinschaft als Körperschaft des öffentlichen Rechts (KdöR).

## Geschichte

### Anfänge
Die Ursprünge liegen in den Jahren von 1906 bis 1908. In dieser Zeit entstanden die ersten Gemeinden der heutigen Pfingstbewegung in Deutschland. Die ältesten Gemeinden des Bundes sind in St. Ingbert, Berlin und Velbert. Ab 1922 entstanden unter der Leitung von Heinrich Vietheer, einem Evangelisten, der intensiv in der Berliner Zeltmission wirkte, viele Elim-Gemeinden. Diesem Verband schlossen sich im Laufe der Zeit andere Gemeinden an.
In den Jahren ab 1928 entstand eine weitreichende missionarische Aktivität, die von den Assemblies of God und der Bibelschule aus Danzig getragen wurde. Dadurch breitete sich die Pfingstbewegung in Osteuropa unter Deutschen, Polen und Russen aus, was zum Entstehen der ersten Freien Christengemeinden führte. Karl Fix wirkte ab 1934 in Berlin und danach in Württemberg. Zusammen mit Paula Gassner und Karl Keck entstanden durch ihren Dienst die Volksmissionsgemeinden.
Zusammen mit anderen Gemeinden verschiedener Herkunft bilden diese den heutigen Gemeindebund.

### Während des Nationalsozialismus
Seit 1936 war die „Freie Pfingstmission“ durch die Gestapo verboten. Im Jahre 1938 schlossen sich die Elim-Gemeinden mit Baptisten- und Brüdergemeinden zum Bund Evangelisch-Freikirchlicher Gemeinden (BEFG) zusammen. Als Folge des Zweiten Weltkriegs (1939–1945) wurden die Gemeinden im Osten aufgelöst und viele kamen nach Westdeutschland. Im Krieg wurden zahlreiche Gemeinden zerstört. Die Gläubigen aus dem Osten und Südosten waren diejenigen, die nach dem Krieg die ersten Gemeinden gründeten.

### Nachkriegszeit
Die Landschaft der Pfingstgemeinden im Deutschland der Nachkriegszeit war in zahlreiche Lager zersplittert. Zum einen war dies der Mülheimer Verband, zum anderen verschiedene freie Pfingstgemeinden, zu denen auch viele Vertriebene aus dem Osten gehörten, welche ihrerseits wiederum eine eigenständige Fraktion rund um deren Wortführer Erwin Lorenz bildeten.
Die internationalen Pfingstkonferenzen in Zürich (Mai 1947), Paris (Mai 1949) und London (Juni 1952) hatten die weltweite Einheit der Pfingstbewegung zum Ziel. Dieser Impuls wirkte sich auch auf Deutschland aus. Der BFP sieht seine Entstehung in der „Erweiterten Brüderkonferenz“ in Stuttgart im Mai 1947. Jedoch erfolgte dieses Treffen noch ohne den Mülheimer Verband, und es wurden auch keine Beschlüsse in diese Richtung gefasst. Man einigte sich allerdings auf eine Zusammenarbeit, um Deutschland in der Not das Evangelium zu bringen.
Vom 10. bis 13. August 1948 fand in Stuttgart eine Einigungskonferenz statt, an der sich insgesamt 19 Männer und eine Frau als Vertreter der folgenden Pfingstgruppen beteiligten:
- Mülheimer Verband
- Elim-Gemeinden
- Freie Christengemeinden (Ost)
- Christliche Gemeinschaft Velbert (ab 2019 Christus Gemeinde Velbert)[3]
- Volksmission entschiedener Christen
- Internationale Volksmission für entschiedenes Christentum,
- Missionsgemeinde entschiedener Christen (Weckhof bei Kupferzell)

Um Unterschiede in der Lehre zu überbrücken, wurde die Konferenz von den als neutral geltenden Vertretern der Schweizerischen Pfingstmission (SPM), Karl Schneider und Leonhard Steiner, geleitet. Es waren auch Gäste der Assemblies of God und der International Pentecostal Churches anwesend. Die Anwesenden dieser Konferenz verfassten eine Stuttgarter Erklärung. Darin bekundeten sie Reue und Scham wegen des versäumten brüderlichen Umgangs in der Vergangenheit und wollten jede mögliche Anstrengung unternehmen, die zur Einheit der deutschen Pfingstbewegung führen könnte.
Die Vertreter der freien Pfingstgemeinden verständigten sich auf der Einigungskonferenz in Stuttgart auf die Gründung eines lockeren Zusammenschlusses, aus dem die „Arbeitsgemeinschaft der Christengemeinden in Deutschland“ (ACD) hervorging. Zum Leitungskomitee wurden bei dieser Versammlung folgende Personen gewählt:
- Arthur Bergholz (Freie Christengemeinden), Osterholz-Scharmbeck
- Karl Keck (Volksmission entschiedener Christen), Stuttgart
- Oskar Lardon (Elim-Gemeinde), Hamburg-Altona
- Heinrich Lavier (Christliche Gemeinschaft Velbert)
- Rudolf Lehmann (Freie Pfingstgemeinde Berlin)
- Erwin Lorenz (Freie Christengemeinde Frankfurt am Main)
- Kurt Rollin (Elim-Gemeinde), Leipzig

Die Einigungsbestrebungen der Freien Pfingstgemeinden mit dem Mülheimer Verband blieben über die Jahre erfolglos. Zwar fanden noch weitere Einigungskonferenzen statt (Mai 1949, September 1949, Juni 1950), doch trugen diese nicht zu einer Einheit der beiden pfingstlerischen Lager im Nachkriegsdeutschland bei. Die Mülheimer Richtung war überzeugt, dass es auch eine Geistestaufe ohne Zungenrede geben könne.
Am 19. März 1954, der auch als das Gründungsdatum des Bunds gilt, formierte sich die Arbeitsgemeinschaft der Christengemeinden in Deutschland von einer anfänglich lockeren Arbeitsgemeinschaft zu einem eingetragenen Verein. Dieser Verein sollte satzungsgemäß ein Zusammenschluss selbständiger Gemeinden sein, die Delegierte zu einer Konferenz senden, auf der ein Vorstand gewählt wird. Pastoren sind persönliche Mitglieder der ACD; 1954 taten etwa fünfzig Pastoren Dienst in den ACD-Gemeinden. Die damaligen gemeinsamen Arbeitsbereiche der ACD waren:
- Leitung der Bibelschule Beröa (heute: Theologisches Seminar Erzhausen)
- Außenmission unter der Trägerschaft der Gemeinde in Velbert – Velberter Mission
- Inlandmission

In den folgenden Jahren entstanden weitere sogenannte Bundeswerke. So z. B. 1956 der Leuchter-Verlag oder auch die Neulandmission.
Bis 1980 verzeichnete der ACD e. V. vier größere Wachstumsschübe durch Gruppen und Einzelgemeinden – durch die Freien Christengemeinden (zum größten Teil gebildet durch Gläubige aus Osteuropa), Elim-Gemeinden im Westen, Gemeindegründungen und viele Einzelgemeinden.

### Neuer Rechtsstatus
Am 29. März 1974 wurde in Wiesbaden der ACD e. V. für das Land Hessen vom Kultusminister des Bundeslandes der Status einer Körperschaft des öffentlichen Rechts (KdöR) verliehen. Die Umbenennung in „Bund freikirchlicher Pfingstgemeinden KdöR“ wurde auf der 70. Bundeskonferenz im Mai 1982 in Velbert beschlossen. Der Beitritt der „Volksmission entschiedener Christen“, der anfänglich wohl zum ACD e. V. gehörte, sich jedoch Ende der 1950er Jahre entschied wieder auszutreten, erfolgte im Mai 1988. Im Mai 1991 traten 13 Elim-Gemeinden aus Ostdeutschland dem BFP bei, die seit 1938 zum überwiegenden Teil in der BEFG-Ost Anschluss gefunden hatten. 30 Ecclesia-Gemeinden schlossen sich im Mai 2000 dann auch als „Ecclesia-Arbeitsgemeinschaft von Gemeinden und Arbeitsbereichen (ECCA)“ dem BFP an. Darüber hinaus schlossen sich viele Gemeinden mit anderer Kultur und Sprache sowie weitere Einzelgemeinden dem Bund an.

## Organisation und Entwicklung
In Deutschland besteht der Bund Freikirchlicher Pfingstgemeinden im Jahr 2019 aus 836 Gemeinden, wovon etwa 38,9 Prozent (325 Gemeinden) von Menschen mit Migrationshintergrund geprägt sind. Den angeschlossenen Gemeinden gehören ca. 62.872 Mitglieder / 22.906 erreichte Kinder und Jugendliche / 95.477 Besucher der Gemeinde (inkl. Mitglieder, Kinder, Gäste, Betreute) / 181.255 Zugehörige. Die Mitglieder der einzelnen Gemeinden gelten nicht als eigentlich persönliche Mitglieder des BFP, sondern werden über die Gemeinden erfasst.
Die Struktur ist synodal-kongregational gehalten, wie es auch bei anderen Kirchen und Freikirchen, die aus der reformierten Tradition stammen, üblich ist. Die Zahl der Gemeinden, Mitarbeiter, Mitglieder und nahestehenden Personen haben seit 1996 meistens zugenommen. Zu den Mitgliedern gehören nur glaubensgetaufte und aktive Personen. Zu den nahestehenden Personen, die von der Freikirche „Zugehörige“ genannt werden, gehören Besucher, Betreute, Gäste, Kinder und Jugendliche, zumeist Personen, die noch nicht getauft und aktiv sind oder unter der Verantwortung eines Mitglieds stehen. Die Zahlen haben sich seit 1996 wie folgt entwickelt:
| Gemeinde- und Mitgliederentwicklung      | Gemeinde- und Mitgliederentwicklung | Gemeinde- und Mitgliederentwicklung | Gemeinde- und Mitgliederentwicklung | Gemeinde- und Mitgliederentwicklung | Gemeinde- und Mitgliederentwicklung | Gemeinde- und Mitgliederentwicklung | Gemeinde- und Mitgliederentwicklung | Gemeinde- und Mitgliederentwicklung | Gemeinde- und Mitgliederentwicklung | Gemeinde- und Mitgliederentwicklung | Gemeinde- und Mitgliederentwicklung | Gemeinde- und Mitgliederentwicklung | Gemeinde- und Mitgliederentwicklung | Gemeinde- und Mitgliederentwicklung |
| ---------------------------------------- | ----------------------------------- | ----------------------------------- | ----------------------------------- | ----------------------------------- | ----------------------------------- | ----------------------------------- | ----------------------------------- | ----------------------------------- | ----------------------------------- | ----------------------------------- | ----------------------------------- | ----------------------------------- | ----------------------------------- | ----------------------------------- |
| Jahr                                     | 1996                                | 1998                                | 2000                                | 2002                                | 2004                                | 2007                                | 2009                                | 2011                                | 2013                                | 2015                                | 2017                                | 2019                                | 2022                                | 2024                                |
| Anzahl Gemeinden                         | 409                                 | 426                                 | 493                                 | 541                                 | 574                                 | 603                                 | 729                                 | 757                                 | 783                                 | 778                                 | 820                                 | 836                                 | 872                                 | 966                                 |
| Mitarbeiter wie Pastoren und Assistenten | 823                                 | k. A.                               | 976                                 | 1058                                | 1177                                | 1221                                | 968                                 | 1048                                | 1117                                | 1150                                | 1204                                | 1259                                | k. A.                               | k. A.                               |
| Anzahl Mitglieder                        | 28000                               | 29500                               | 34500                               | 37000                               | 39500                               | 40000                               | 44102                               | 46226                               | 48988                               | 51896                               | 56275                               | 62872                               | 64807                               | 67455                               |
| Anzahl nahestehende Personen             | 85500                               | 88500                               | 103500                              | 111000                              | 118500                              | 120000                              | 132306                              | 138678                              | 146964                              | 155688                              | 168825                              | 181255                              | 194421                              | 202365                              |

### Bundeskonferenz
Das oberste Gremium des Bundes ist die Bundeskonferenz, die Leitung hat das Präsidium, das aus dem Vorstand, dem acht Personen angehören, und den sechzehn Regionalleitern besteht. Es wird alle vier Jahre gewählt.
An der Bundeskonferenz sind alle persönlichen Mitglieder (d. h. die ordinierten Mitarbeiter) des BFPs stimmberechtigt: „Die geistlichen Amtsträger des Bundes sind persönliche Mitglieder der Körperschaft und stimmberechtigte Mitglieder der beschlussfassenden Bundeskonferenz.“ Die Delegierten der Gemeinden und Werke erhalten das gleiche Stimmrecht, das ihnen jedoch – im Unterschied zu den persönlichen Mitgliedern – einzig aus ihrer Delegation zusteht. Die Größe der einzelnen Gemeinde bestimmt die Anzahl der stimmberechtigten Delegierten.
Auf Bundesebene gibt es verschiedene Missions- und Sozialwerke und das Theologische Seminar Erzhausen.

### Präses des Bundes
Der Präses des Bundes Freikirchlicher Pfingstgemeinden wird in der Bundeskonferenz gewählt:
- 1972–1996: Reinhold Ulonska[11]
- 1996–2008: Ingolf Ellßel[12]
- 2008–2012: Roman Siewert[12]
- 2012–2022: Johannes Justus[13]
- seit 2022: Friedhelm Holthuis[14]

### Regionen
Die Grenzen der einzelnen Regionen sind in der Regel geographisch mit denen der Bundesländer identisch. Die beigetretenen Gemeindeverbände arbeiten in ihrer Funktion wie Regionen, sind aber geographisch bundesweit vorhanden.
Regionen:
- Baden-Württemberg (BWT)
- Bayern-Nord (BAN)
- Bayern-Süd (BAS)
- Berlin-Brandenburg (BBR)
- Hessen (HES)
- Hamburg-Nordheide (HHN) und Mecklenburg-Vorpommern (MVO)
- Niedersachsen-Ost (NSO)
- Nordrhein-Westfalen (NRW)
- Rheinland-Pfalz und Saarland (RPS)
- Sachsen (SAC)
- Sachsen-Anhalt (SAA)
- Schleswig-Holstein (SHO)
- Thüringen (THU)
- Weser-Ems (WER)

Gemeindeverbände:
- Volksmission entschiedener Christen (VMeC)
- Ecclesia (ECC)

### Finanzierung
Der Bund Freikirchlicher Pfingstgemeinden wird durch freiwillige Spenden seiner Mitglieder finanziert. Obwohl der BFP eine Körperschaft des öffentlichen Rechts (KdöR) ist und folglich Kirchensteuern einziehen dürfte, wird bewusst nicht von dieser Möglichkeit Gebrauch gemacht. Die einzelnen Gemeinden finanzieren sich folglich ebenfalls durch Spenden.

### Gruppen und Gemeinden

#### Volksmission e. C.
Die Volksmission wurde 1934 durch den Journalisten Karl Fix in Berlin gegründet. Ab 1945 entstanden vor allem in Süddeutschland neue Gemeinden. Zum Verband gehören etwa 50 Gemeinden in Baden-Württemberg, Bayern und Berlin mit rund 4300 Mitgliedern. Das oberste Entscheidungsorgan ist die Delegiertenversammlung, die dreimal im Jahr zusammen tritt.
Ihre Aufgabe sieht die Volksmission nach wie vor darin, Menschen aller Gesellschaftsschichten und jeden Alters das Evangelium zu vermitteln, Gemeinden zu gründen und bestehende zu fördern. Außerdem unterhält sie mehrere soziale Einrichtungen. Seit 1956 ist sie auch außenmissionarisch tätig.
Bei den ersten Treffen in der Nachkriegszeit war die Volksmission entschiedener Christen (VMeC) regelmäßig vertreten. Es ist umstritten, ab wann die VMeC der ACD e. V. nicht mehr angehörte. Dem Buch Freikirchliche Pfingstbewegung in Deutschland ist zu entnehmen, dass die VMeC bereits 1952 aus der Arbeitsgemeinschaft ausgetreten war. Die Austrittserklärung (Schreiben vom 18. September 2009) liegt zum bisherigen Zeitpunkt leider nicht vor. Allerdings existierte der VMeC bereits vor Gründung der ACD e. V. 1954 in Süddeutschland als eigenständiger eingetragener Verein.
Das Problem ergibt sich in einer Bemerkung auf der ACD-Konferenz, die im Mai 1960 stattfand:

„Die Volksmission entschiedener Christen in Stuttgart erklärte in einem Brief formell ihren Austritt aus der Arbeitsgemeinschaft. Die Bruderschaft hat dies mit Bedauern zur Kenntnis genommen.“

Etwas aufklären kann die Tatsache, dass die Leitung der ACD keinen Unterschied zwischen einer freien Arbeitsgemeinschaft und einer mit Rechtsstatus machte, während die VMeC dieses höchstwahrscheinlich nicht gleichsetzte. Für diese These gibt es zwar Hinweise, jedoch keinen eindeutigen Beleg, der dies bestätigen kann. Es ist daher anzunehmen, dass sie nur einen Gaststatus besaß, der 1960 seitens der Volksmission aufgelöst wurde.
Auf der 82. Bundeskonferenz in Gifhorn (2. bis 5. Mai 1982) wurde die Volksmission entschiedener Christen als Gemeindebewegung Mitglied des BFP. Die Ratifizierung durch die VMeC erfolgte dann am 14. Mai 1988. Es stellte zum damaligen Zeitpunkt ein Novum dar, dass eine gesamte in sich geschlossene selbständige Bewegung sich komplett mit ihren Einzelgemeinden dem BFP anschloss.
Die Volksmission e. C. stellt drei Mitglieder im Präsidium. Der Vorsitzende der VMeC fungiert als einer der Stellvertreter des Präses.

#### Die Elim-Gemeinden

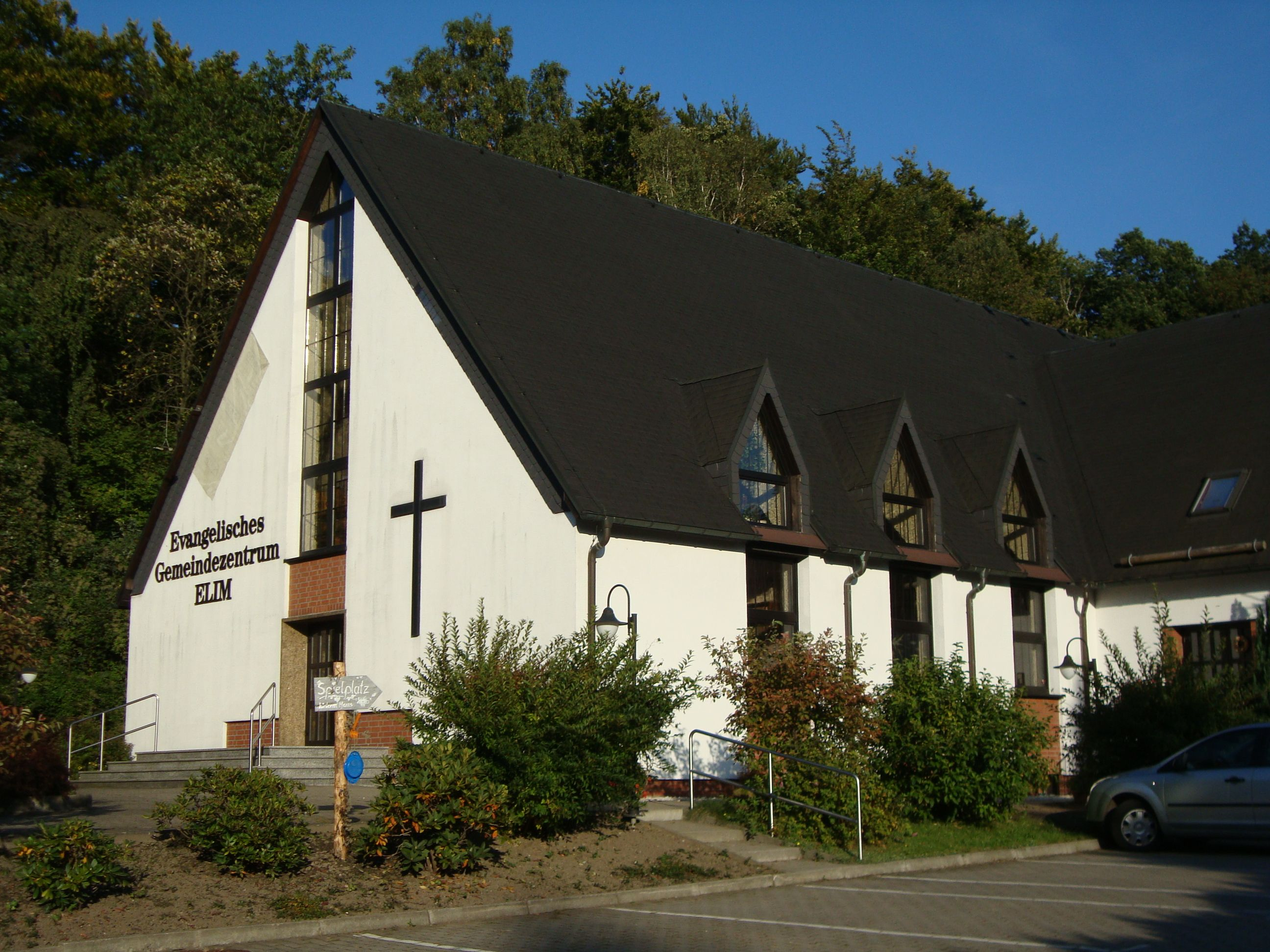
Kirche der Elim-Gemeinde in Chemnitz

Die Elim-Gemeinden sehen ihre Entstehung als Folge der Arbeit von Heinrich Vietheer mit seiner „Zeltmission Berlin-Lichterfelde e. V.“
Ab 1948 lösten sich bis auf wenige Ausnahmen die Elim-Gemeinden der BRD vom Bund Evangelisch Freikirchlicher Gemeinden (BEFG) und schlossen sich nach und nach der Arbeitsgemeinschaft der Christengemeinden in Deutschland (ACD) an.
Heute ist die Christengemeinde Elim in Hamburg die größte Gemeinde des Bundes.
In der DDR blieben die Elim-Gemeinden dem BEFG-OST angeschlossen. Zwei Jahre nach der Wende verließen die meisten von ihnen, nachdem sich der BEFG-Ost und der BEFG-West zu einem gemeinsamen Bund zusammenschlossen, diesen und traten dem BFP bei. 13 Gemeinden schlossen sich dem Bund an, während vier im BEFG blieben.
Zum Bund Freikirchlicher Pfingstgemeinden hinzugekommen sind auch die Freien Elim-Gemeinden. Diese gehörten zu keiner Zeit dem BEFG-Ost an. Sie sehen ihren Ursprung in der 1936 durch die Nationalsozialisten verbotenen Freie Pfingstgemeinde in Stralsund, die sich nach dem Krieg wieder neu gegründet hat. Die Parallelen zu den im BEFG-Ost vorhandenen Elim-Gemeinden, die nicht nur in der Namensähnlichkeit vorhanden waren, waren beabsichtigt.
Anders als die VMeC und die ECCA traten die Elim-Gemeinden nicht als Verein oder Gemeindeverband dem BFP bei, sondern direkt als Einzelgemeinden. Dieser Schritt erlaubte ihnen Körperschaftsrechte, die ihnen vom Freistaat Sachsen im April 2000 auch zugesprochen wurden.

#### Gemeinde der Christen Ecclesia

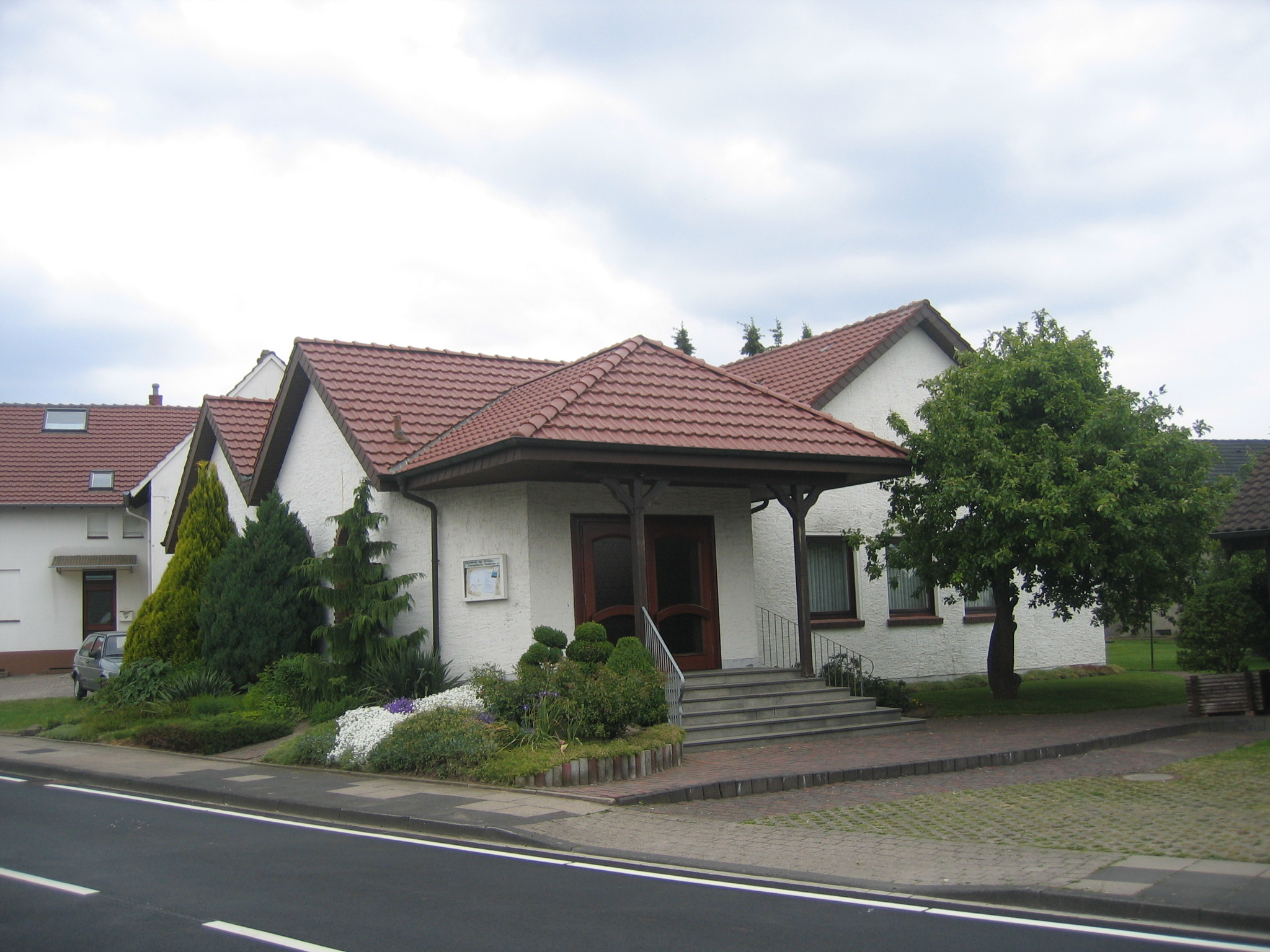
Kirchengebäude der ECC-Gemeinde in Rödinghausen

Die Beitrittsprozesse der Gemeinde der Christen Ecclesia (ECC) bilden in ihrer Art und Weise eine Besonderheit im Bund Freikirchlicher Pfingstgemeinden. Während der 104. Bundeskonferenz (9. Mai 2000 in Kirchheim/Hessen) schlossen sich 30 Ecclesia-Gemeinden dem BFP als Arbeitsgemeinschaft an. Das Problem in der Situation war allerdings, dass zu dieser Zeit nicht alle Gemeinden zum BFP gehören wollten. Jedoch bringt eine Teilaufnahme als Verband in eine Körperschaft juristische Hindernisse mit sich. Erst im Jahre 2008, am 23. September auf der 113. Bundeskonferenz, kamen die restlichen Gemeinden hinzu.

#### Gemeinden mit Migrationshintergrund
Ein verstärkter Zustrom von Gemeinden aus anderen Kulturen und Völkern findet seit den 1990er Jahren statt. So kommt es, dass ein verhältnismäßig hoher Anteil (33 Prozent – Stand 2009) von Migrationsgemeinden Mitglied des BFPs ist; das stärkste Wachstum konnte in den letzten Jahren hierdurch generiert werden. Der BFP leistet hier eine Arbeit, die in anderen Denominationen und den Großkirchen auf viel Interesse stößt. Diese Entwicklung war jedoch nicht unproblematisch. Die Gemeinden und der Bund mussten eine Basis finden, auf der sich eine Integration zur Zufriedenheit beider Seiten bewerkstelligen ließ.
Seit dem Jahre 2000 gibt es ein veröffentlichtes Merkblatt, das die Integration fördern soll:
- Integration beziehungsmäßig (einander kennenlernen – besonders im Bereich der Region/Verband)
- Integration lehrmäßig (den BFP als geistliche Heimat verstehen lernen – Teilnahme an Integrationskursen)
- Integration strukturell (im Bund miteinander leben und dienen lernen – Beteiligung an Anliegen von Werken und an Aktionen, Übernahme von Verantwortung, Anpassung von Satzung und Arbeitsweisen)

Um eine zusätzliche Hilfe nach Sprache und Herkunft bei der Integration zu bieten, wurde für die Leiter der Gemeinden die AIG (Arbeitsgemeinschaft Internationaler Gemeinden; bis 2006 AAG – Arbeitsgemeinschaft Ausländer Gemeinden) eingerichtet.

## Arbeitszweige
Die Arbeitszweige des Bundes Freikirchlicher Pfingstgemeinden gliedern sich in Bundeswerke, Bundeseinrichtungen und ständige Ausschüsse.

### Bundeswerke
| Name                                                                  | Gründungsjahr | Bemerkung |
| --------------------------------------------------------------------- | ------------- | --- |
| Aktion für verfolgte Christen und Notleidende (AVC)                   | 1972          | Der AVC ist ein weltweit tätiger Verein des Bundes freikirchlicher Pfingstgemeinden mit Sitz in Nidda in Hessen, der in enger Zusammenarbeit mit Nehemia Christliches Hilfswerk e. V. (Nehemia) steht und schwerpunktmäßig in Osteuropa, den GUS-Staaten sowie in China und Afrika tätig ist.                                                                                        |
| VM-International (bis 2018 Velberter Mission)                         | 1954          | VM-International ist das Missionswerk des BFP mit Sitz in Velbert. |
| Forum Theologie & Gemeinde                                            |               | Das FThG ist eine Einrichtung des Bundes Freikirchlicher Pfingstgemeinden und hat sich die Aufgabe gestellt, neutestamentlichen Gemeindebau entsprechend dem Lehrbefehl Christi durch die Herausgabe von Publikationen zu fördern. |
| Theologisches Seminar Erzhausen                                       | 1951          | Anfangs noch „Bibelschule Beröa“, ist das heutige Theologische Seminar die Ausbildungsstätte des BFP. |
| Gemeindegründungswerk                                                 |               | Bietet praktische Unterstützung für Gemeindegründer und Muttergemeinden bei der Gemeindeneugründung an. |
| Bundesjugendwerk des BFP                                              |               | Das Bundesjugendwerk untergliedert sich in die einzelnen Landesjugendwerke. Es ist anerkannter Träger der freien Jugendhilfe und umfasst die Dienste: Kids Alive (Kinderarbeit), Youth Alive (Jugendarbeit) und Royal Rangers (Christliche Pfadfinderschaft). |
| Frauen mit Vision                                                     | 1982          | Die Frauenarbeit des Bundes Freikirchlicher Pfingstgemeinden KdöR umfasst in ihrer Arbeit auch die Verbände der Volksmission e. C. und die Gemeinde der Christen Ecclesia. |
| Bundesverband der Sozialwerke Freikirchlicher Pfingstgemeinden (BSFP) | 1996          | Der BSFP ist der Dachverband für alle sozialen Einrichtungen im BFP. Den Ursprung hat er im „Sozialwerk der ACD e. V.“ im Jahre 1969. Er organisiert über 50 soziale Einrichtungen in Deutschland in den Bereichen der Seniorenarbeit, der Kinder-, Jugend- und Bildungsarbeit, der psychiatrischen Tätigkeitsbereiche, Sucht-Rehabilitationen und Hilfswerke mit sozialen Diensten. |

### Bundeseinrichtungen

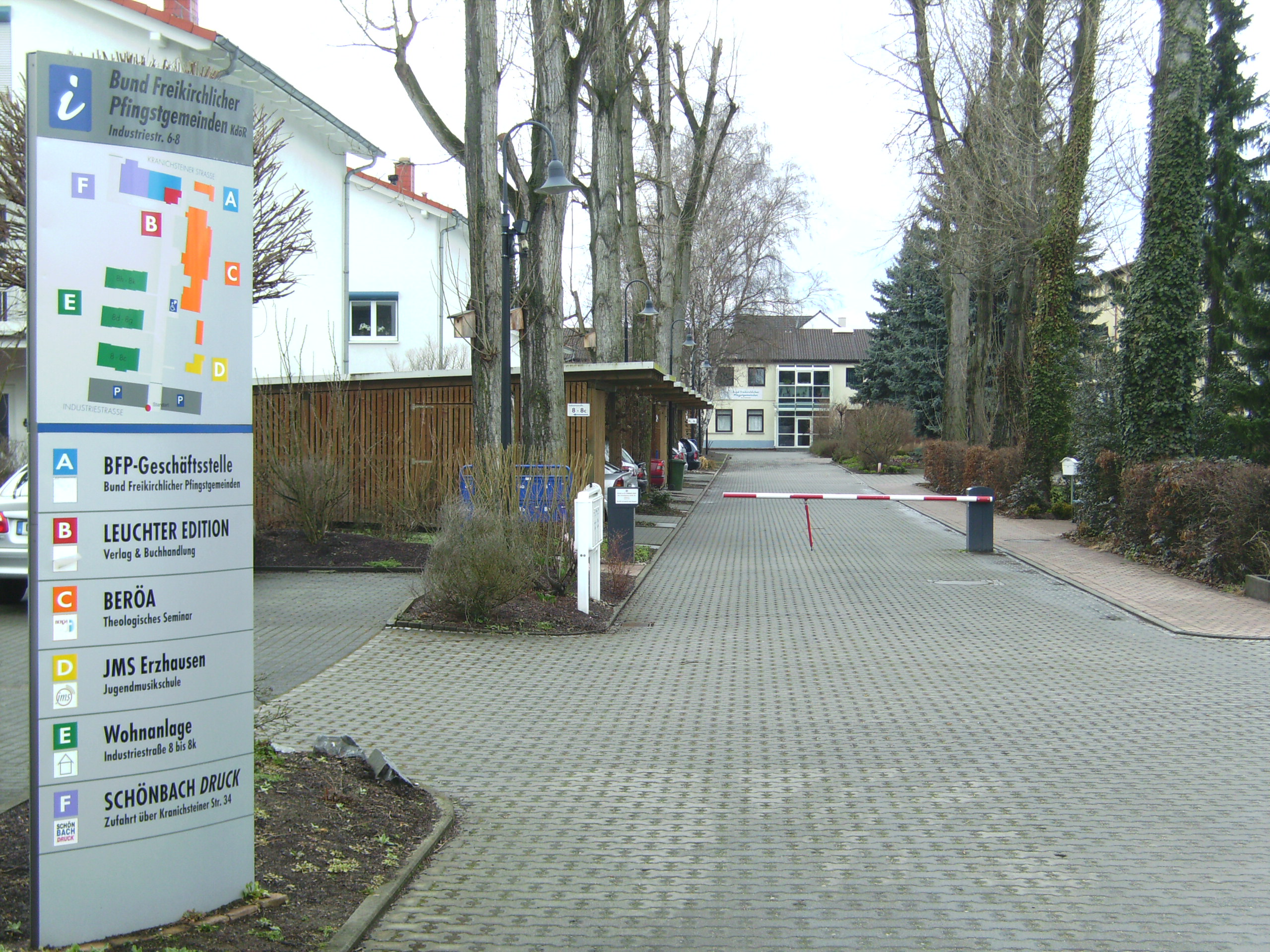
BFP-Gelände mit verschiedenen Einrichtungen des Bundes in Erzhausen

- Gemeindeberatung (GB)
- Licht im Dunkel (LiD)

### Arbeitsgemeinschaften
- Arbeitsgemeinschaft internationaler Gemeinden (AIG)
- Arbeitsgemeinschaft für Weltmission (AfW)
- Seelsorge im BFP

### Ständige Ausschüsse
- Ausbildungsausschuss (AA)
- Theologischer Ausschuss (TA)

### Periodika
Der Bund Freikirchlicher Pfingstgemeinden gab bis Ende 2018 in Zusammenarbeit mit der Volksmission entschiedener Christen monatlich die Zeitschrift GEISTbewegt heraus, die zu verschiedenen Themen Stellung nahm und Missionsberichte beinhaltete.
30 Jahre lang hieß die Zeitschrift Wort und Geist (zuletzt mit dem Zusatz WuG versehen). Aufgrund der Namensgleichheit zur neureligiösen Glaubensgemeinschaft Wort und Geist wurde der Name zum 15. Oktober 2009 in GEISTbewegt verändert. Die Zeitschrift hat keine inhaltliche oder organisatorische Verbindung zu der erst 1999 gegründeten Glaubensgemeinschaft „Wort und Geist“, von der sie sich auf ihrer Website distanziert.
- 1972 bis 2009–10: Wort und Geist; ISSN 1612-0744 (darin aufgegangen: Appell (1969–1972); Der Leuchter (1950–1972)).
- 2009–11 bis 2018–12: Geist bewegt! Aktuelles aus dem BFP; ISSN 1869-5663.

## Glaube und Lehre
Der BFP vertritt die Trinitätslehre des einen ewigen Gott der Bibel, den Schöpfer Himmels und der Erde, der sich uns als Vater, Sohn und Heiliger Geist offenbart. Gott der Vater ist Ursprung aller Vaterschaft, der seinen Sohn zur Rettung der Welt hingegeben hat. Jesus Christus ist das fleischgewordene Wort Gottes, in dem sich Gott den Menschen zum Heil offenbart hat und dieses durch den Tod am Kreuz erwirkt hat. Der Heilige Geist schafft durch das Erlösungswerk Jesu Christi und durch die Wiedergeburt der Gläubigen neues ewiges Leben. Dies wird zur Vollendung gebracht durch die Auferstehung von den Toten.
Alle Gläubigen sollen durch die Taufe im Heiligen Geist zum missionarischen Dienst befähigt werden. Die Erfüllung mit dem Heiligen Geist bedeutet im Verständnis der Gläubigen die Zurüstung der Christen mit göttlicher Souveränität in unterschiedlichen Diensten, Gaben und Wirkungen für den Dienst am Nächsten. Als Teil der Gemeinde sehen sich die Gläubigen als herausgerufene Gemeinschaft, durch die Gott (in) der Welt sein Heil verkündet. Die Bibel als Heilige Schrift gilt als inspiriert vom Geist Gottes und als solche als unfehlbare Richtschnur im Leben des Gläubigen.
Pfingstgemeinden sind in der Regel pfingstlich-evangelikal geprägt. Sie betonen die Heilsnotwendigkeit einer eigenen Glaubensentscheidung, die mit Sündenerkenntnis, Buße und der bewussten Annahme von Jesus Christus als dem „persönlichen Herrn“ verbunden ist („Lebensübergabe“). Wie der von „Pfingsten“ abgeleitete Name „Pfingstgemeinden“ nahelegt, liegt ein Schwerpunkt auf dem Glauben an die Kraftwirkungen des Heiligen Geistes, wie sie im Neuen Testament beschrieben sind. Der Bund Freikirchlicher Pfingstgemeinden ist stark auf Mission und Gründung von neuen Gemeinden ausgerichtet.
Voraussetzung für die Mitgliedschaft in einer Pfingstgemeinde ist das persönliche Bekenntnis des Glaubens an Jesus Christus und die Taufe durch Untertauchen – im Gegensatz zu den Volkskirchen, wo die Mitgliedschaft durch die Taufe meist bereits als Säugling erlangt wird.

### Frauenordination
Die Frauenordination ist im Bund Freikirchlicher Pfingstgemeinden erlaubt. Der BFP lehrt – gemäß dem reformatorischen Bekenntnis – das Priestertum aller Gläubigen. 1956 wurde erstmals eine Frau ordiniert.

### Eheverständnis
Eine Stellungnahme des BFP-Präsidiums zu sexualethischen Fragen beschäftigt sich mit dem Thema „Kirchenehe“, also der kirchlichen Trauung ohne zivile Eheschließung. Das BFP-Präsidium kommt darin zu einer ablehnenden Haltung gegenüber dieser Art der Eheschließung und sieht „die Zivilehe als die Errungenschaft, die das biblische Anliegen des besonderen Schutzes von Ehe und Familie am Besten  gewährleistet.“
In einer Orientierungshilfe für BFP-Gemeinden und -Pastoren zum Thema Homosexualität aus dem Jahr 2013 mit dem Titel Stellungnahme des BFP-Präsidiums zur Homosexualität in Bibel, Gemeinde und Gesellschaft wird das biblische Leitbild der Ehe zwischen Mann und Frau und der Familie betont und konstatiert, dass die Bibel homosexuelle Identität nicht kenne und homosexuelle Aktivität negativ beurteile. Auf dieser Grundlage komme die Segnung homosexueller Beziehungen nicht infrage.

## Selbstverständnis des BFP
Das Selbstverständnis des BFP gliedert sich in zwei Hauptbereiche.
Selbstverständnis als Pfingstverband
Der Bund Freikirchlicher Pfingstgemeinden versteht sich als Dachverband für die verschiedenen theologischen Ausprägungen der Pfingstbewegung in der Bundesrepublik Deutschland und ihrer Ortsgemeinden. Er sieht sich zusammen mit den zugehörigen Gemeinden als Dienstgemeinschaft zur gegenseitigen Hilfe und Beratung und zur Verwirklichung einer Gemeindevision.
Selbstverständnis als Gemeindebund
Der BFP vertritt keine konfessionsexklusive Erlösungslehre. Dies prägt seine Haltung zu und die Zusammenarbeit mit anderen charismatischen Verbänden, Freikirchen und vielen Gemeinden innerhalb der Evangelischen Allianz. Die Mitgliedschaft zu einer Pfingstgemeinde wird in der Regel erworben durch das persönliche Glaubensbekenntnis zu Jesus Christus und durch die Taufe im Wasser nach Apostelgeschichte 2,41  und Röm 6,3–4 . Der BFP ist eine Gemeinschaft lokaler selbstständiger Gemeinden und deren geistlichen Leitern, deren Leben und Dienst vom Wirken des Heiligen Geistes bestimmt sein soll. Die Selbstständigkeit wird – gemäß dem Verständnis über die Gemeinde in der Apostelgeschichte – nicht als Unabhängigkeit verstanden, sondern als verbindliche und in der biblischen Lehre begründeten Brüderschaft, in der übergemeindliche Dienste geteilt werden.

## Gottesdienst
Die Gottesdienste in den Gemeinden des BFPs folgen keiner einheitlichen, formellen Liturgie.
 Drei Grundsegmente bestimmen im Wesentlichen den Gottesdienst: Predigt, Lobpreis/Anbetung und Gemeindeinformation; wobei die zeitliche Länge der einzelnen Teile stark variieren und sich damit auch auf die Gesamtdauer auswirken kann. Zwar existiert kein formelles Sonntagsgebot, dennoch wird auf eine regelmäßige Teilnahme an den Gottesdiensten geachtet. Das liegt im Wesentlichen daran, dass man in einer Freikirche nicht durch Kindertaufe automatisch zum Mitglied wird, sondern persönlich die Mitgliedschaft beantragt. Die meisten Mitglieder betrachten eine Mitgliedschaft als eine persönliche Verpflichtung, an Gottesdiensten oder sonstigen Veranstaltungen teilzunehmen. Weiterhin kann nur der Mitglied werden, der eine bewusste Entscheidung zum Glauben an Jesus Christus im Jugend- oder Erwachsenenalter getroffen hat. Der Gottesdienst ist im Allgemeinen die zentrale Veranstaltung der einzelnen Gemeinde.

### Predigt
Die Predigt ist im Wesentlichen das zentrale Element eines Gottesdienstes. Der BFP hat keine vorgeschriebene oder empfohlene Perikopen- oder Leseordnung. Jede Gemeinde im Bund hat eine weitestgehende Selbstverantwortung diesbezüglich. Wer die Berechtigung zum Predigen hat, wird durch die einzelne Gemeinde bestimmt. Je nach Ausrichtung der Gemeinde und/oder der Intention des Predigers können Predigten einen evangelistischen, missionarischen, lehrenden etc. Stil annehmen.

### Lobpreis/Anbetung
Die Anbetungszeit ist stark durch freies Gebet, mehrere Lieder, Zeugnisse und prophetische Worte geprägt. Sie hat einen äußerlich sehr spontan wirkenden Charakter. Die Musik reicht – je nach Gemeinde – von klassischem Liedgut (z. B. aus dem Liederbuch Pfingstjubel) bis zu modernen, aktuellen christlichen Liedern. Starke Unterschiede ergeben sich außerdem aus dem kulturellen Hintergrund und der Altersstruktur in der jeweiligen Gemeinde. Häufig eingesetzte Instrumente sind Saiten-, Tasten- und Rhythmusinstrumente. Das Gebet kann frei und laut formuliert werden, was aber nicht zwingend ist. Unterschiedlich und abhängig von der Akzeptanz ist die Intensität des Zungengebetes oder eines Zungengesangs (ein gesungenes Zungengebet), das dann jedoch von mehreren Besuchern chorartig formuliert wird. Es kommt vor, dass in der Anbetungszeit für besondere Anliegen verstärkt gebetet wird.
Der stellvertretende Präses des BFP, Frank Uphoff, forderte in einem Gottesdienst am 28. März 2021 eine Änderung der Rechtsvorschriften zum Schutzes vor COVID-19, um den Gesang in Präsenzgottesdiensten wieder zu erlauben. Seiner Ansicht nach sei die darin liegende geistliche Bedeutung „wesentlich stärker als der zusätzliche Schutz, den wir dadurch erreichen, wenn wir es nicht tun“.

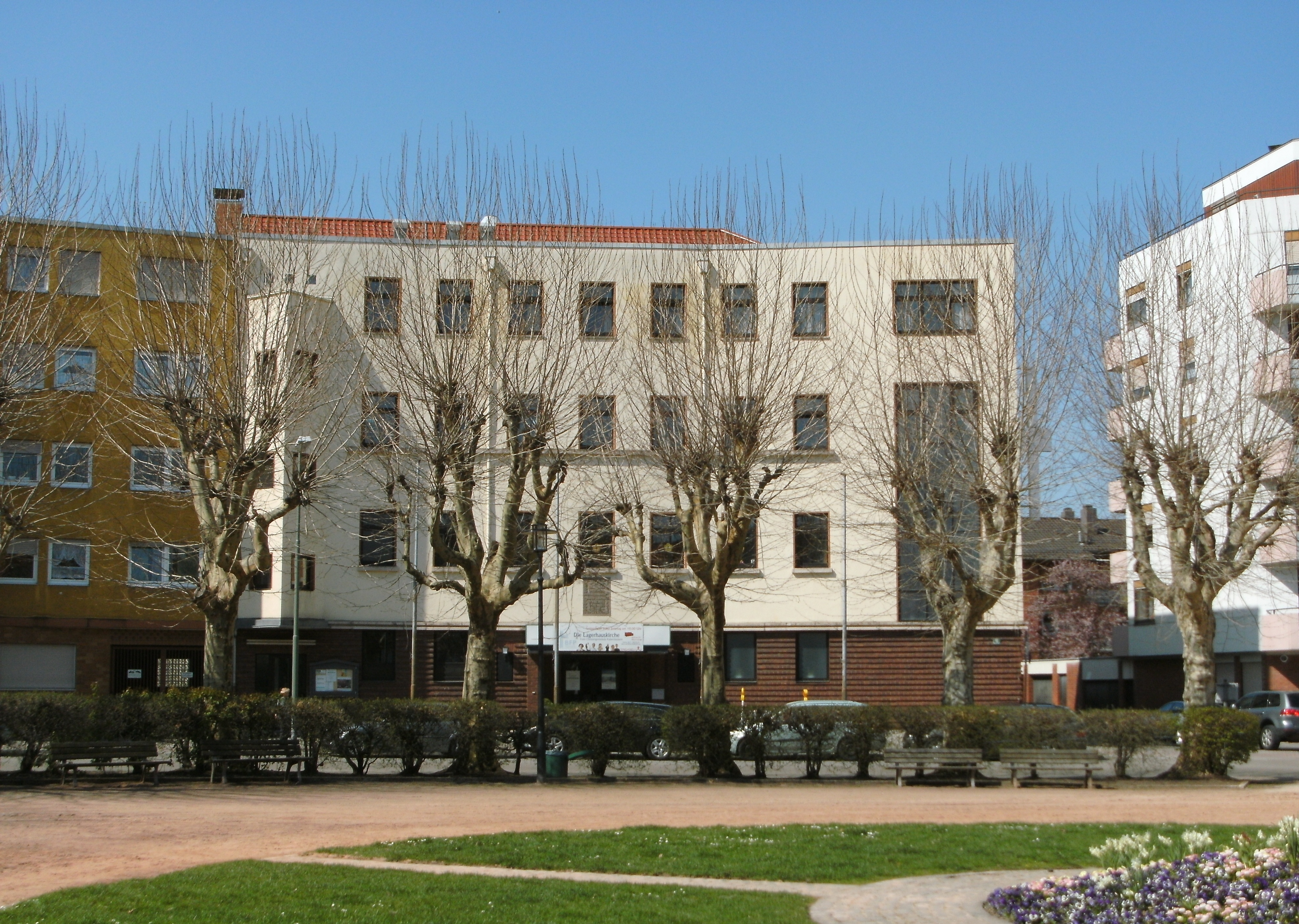
Zweckbau als Kirche: Die Lagerhauskirche der Freien Christengemeinde Kaiserslautern
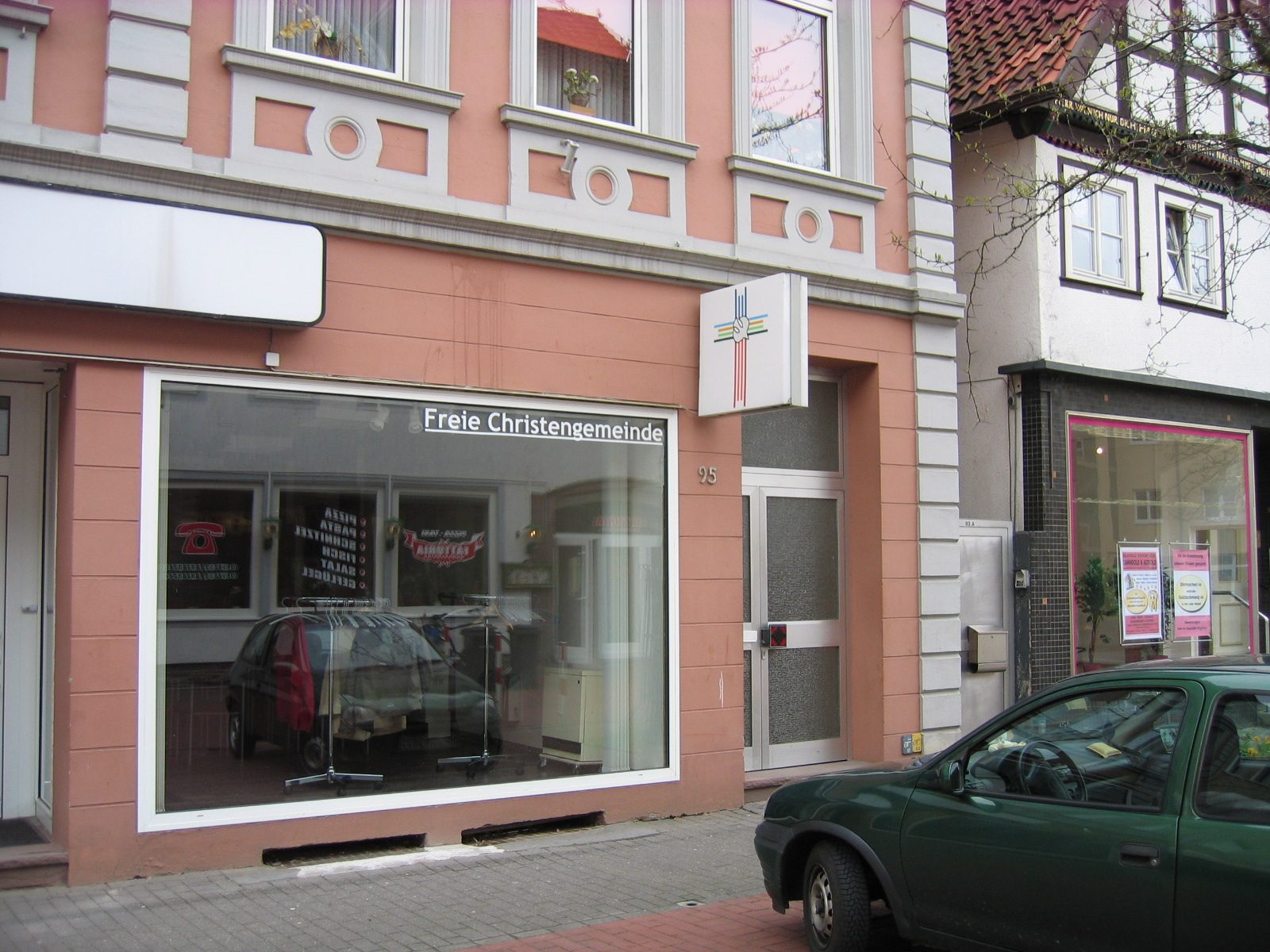
Ladengeschäft als Kirche: Die Freie Christengemeinde in Vlotho
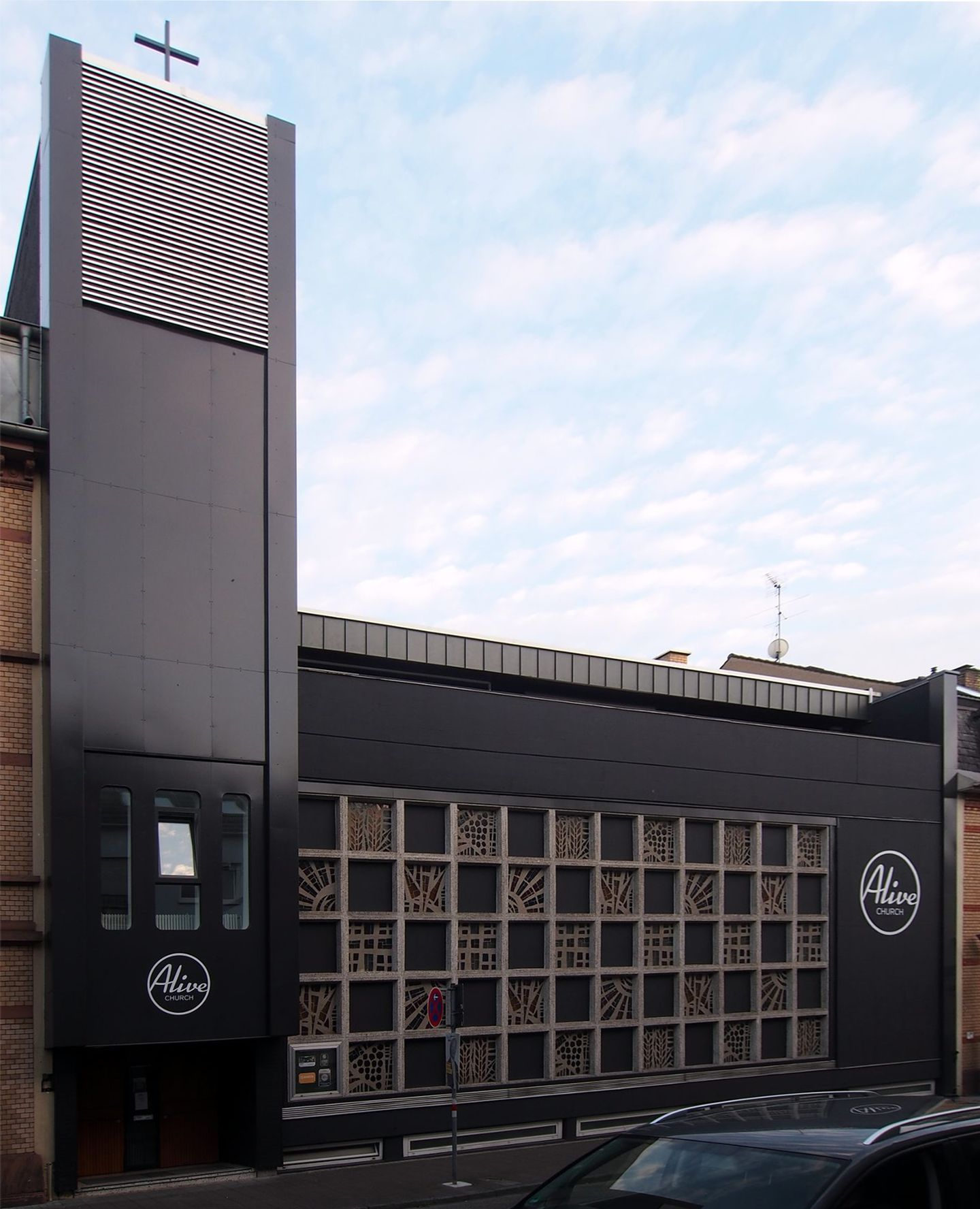
Übernommenes Kirchengebäude: Alive Church in Durlach, vorher methodistisch
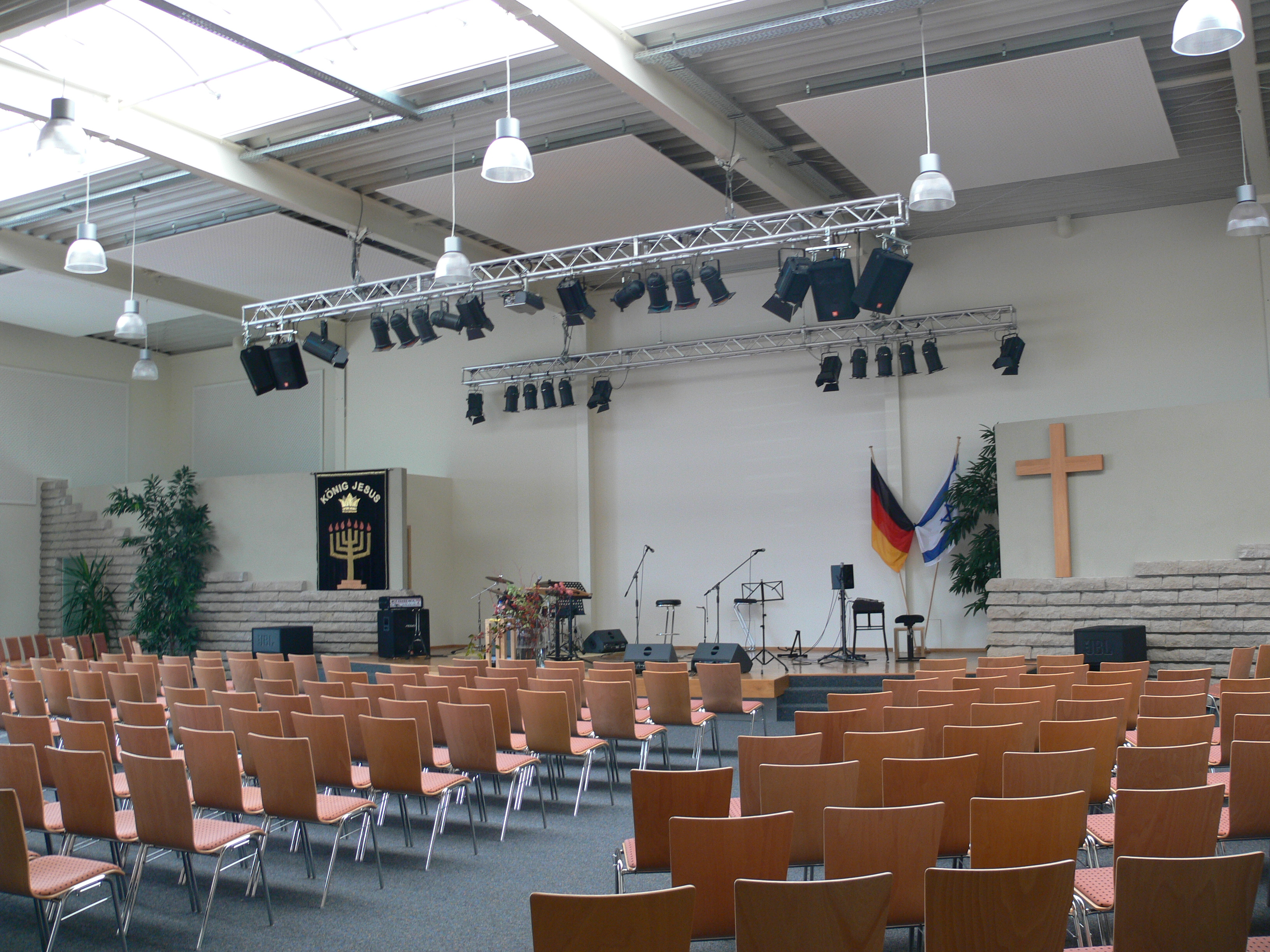
Großer Saal des Gemeindegebäudes der Freien Christengemeinde Ravensburg

## Zusammenarbeit mit anderen Gemeinden und Bündnissen
Der Bund Freikirchlicher Pfingstgemeinden sieht sich in Glaubens- und Dienstgemeinschaft mit anderen Gruppen der Pfingstbewegung, der charismatischen Bewegung, mit Freikirchen und vielen örtlichen Gemeinden innerhalb der Evangelischen Allianz. Der BFP ist Mitglied der Vereinigung Evangelischer Freikirchen (VEF) und seit März 2011 Gastmitglied der Arbeitsgemeinschaft Christlicher Kirchen in Deutschland (ACK), zu der bereits zuvor örtlich und regional Kontakte bestanden. International ist der BFP dem Pentecostal European Fellowship (PEF) und dem World Pentecostal Fellowship (WPF) angeschlossen. Es bestehen enge Verbindungen zur Schweizerischen Pfingstmission und zu den Assemblies of God. Bis zu seiner Auflösung im Jahr 2020 war der BFP auch Mitglied im Forum Freikirchlicher Pfingstgemeinden.

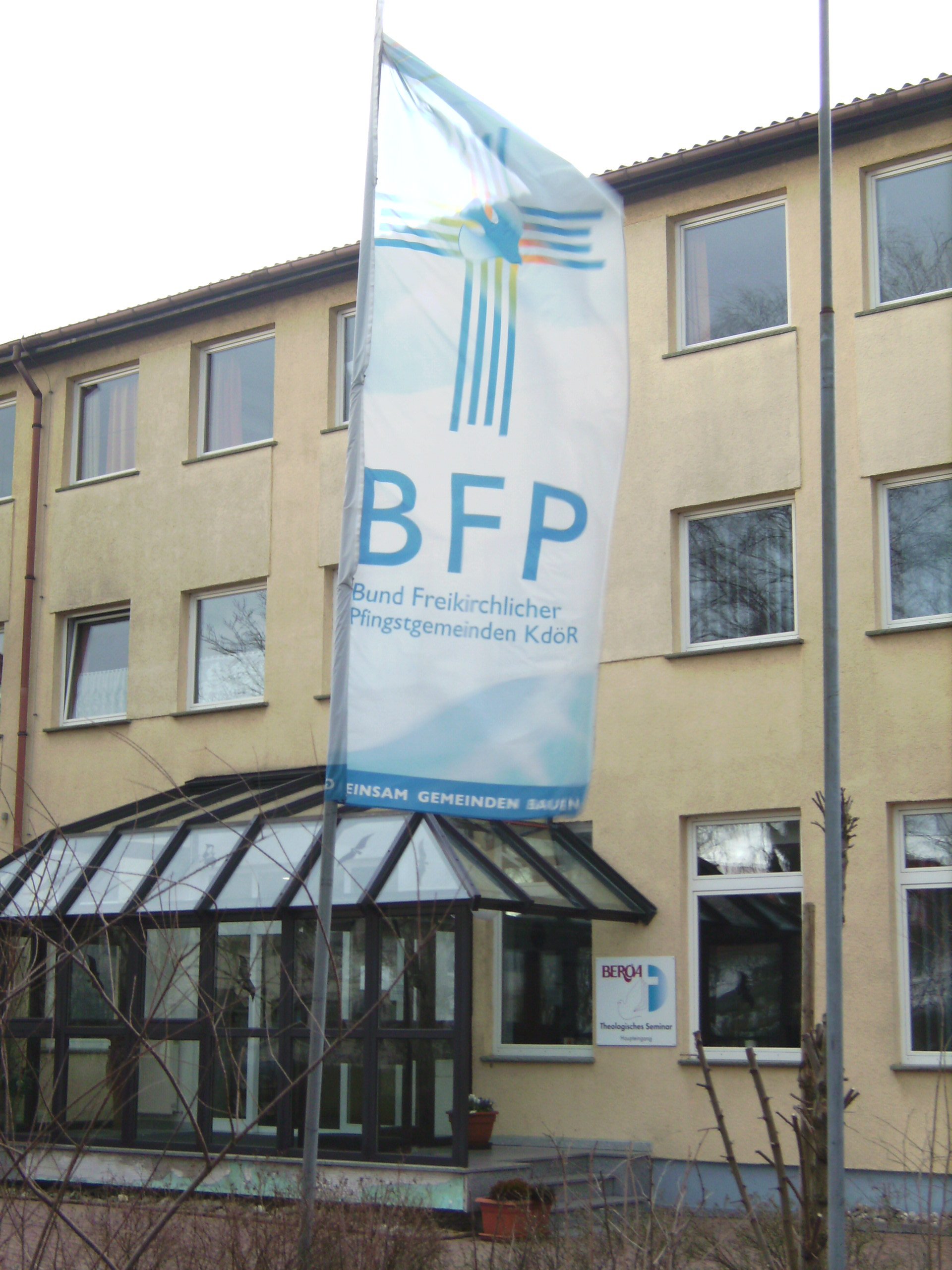
Fahne des BFP vor dem Theologischen Seminar Beröa in Erzhausen

Am 1. Juli 1996 wurde mit der Deutschen Evangelischen Allianz die sogenannte Kasseler Erklärung vereinbart. Sie löste weitgehend die Einwände der Berliner Erklärung ab. Mit ihr hatten sich die lutherischen Kirchen von den Pfingstgemeinden, insbesondere den dort praktizierten Geistesgaben, distanziert.
Trotz der jüngeren Entwicklung und der vielfältigen Zusammenarbeit mit anderen Kirchen gibt es in vielen Pfingstkirchen kein ausgesprochenes Bekenntnis zur Ökumene.